# Four, Isère
Four är en kommun i departementet Isère i regionen Auvergne-Rhône-Alpes i sydöstra Frankrike. Kommunen ligger i kantonen La Verpillière som tillhör arrondissementet La Tour-du-Pin. År 2022 hade Four 1 672 invånare.

## Befolkningsutveckling
Antalet invånare i kommunen Four
Referens:INSEE